# Maurizio Nobili
Maurizio Nobili (* 1961 in Rom) ist ein italienischer Musical- und Jazzsänger, Pianist, Komponist und Dirigent.

## Wirken
Nobili studierte an der Jazzabteilung der Kunstuniversität Graz bei Jay Clayton, Andy Bey, Mark Murphy, Fran Lubahn und Sheila Jordan; sein Studium schloss er 1997 mit Auszeichnung ab. Europaweit wirkte er als Sänger in Konzerten, Fernsehshows und Studioaufnahmen mit. Zu seinen künstlerischen Partnern gehörten Mark Murphy, Jay Clayton, Sheila Jordan, Reinhold Kogler, Erich Kleinschuster, Anna Lauvergnac, Karen Asatrian, Gerhard Rühm, die Murwater Ramblers und das Vienna Art Orchestra. Mit dem Gitarristen Fernando Corrêa entstand das Album Marèa (1996).
1999 begann Nobili, für Theaterproduktionen zu komponieren. Bei mehr als 120 Produktionen war er am Jugendtheater Next Liberty und an der Oper Graz als Korrepetitor, Sänger, Arrangeur, Pianist, z. T. auch als Komponist, Dirigent bzw. musikalischer Leiter, tätig, insbesondere in Kindermusicals wie „Oliver Twist“, „Der Zauberer von Oz“, „Ikarus“, „Das Gespenst von Canterville “ „Grimm“, „Emil und die Detektive“, „Der gestiefelte Kater“ oder „Der Zauberlehrling“. Für „Pinocchio“ und „Reise um die Erde in 80 Tagen“ schrieb er auch die Musik, für „Till Eulenspiegel“ gemeinsam mit Konstantin Wecker und Peter Blaikner. Von 2018 bis 2023 war er u. a. musikalischer Leiter des Jugendtheaters Next Liberty. Er arbeitete zudem am Volkstheater Wien und am Schauspielhaus Wien sowie in Klagenfurt, Salzburg, München und Frankfurt.